# Буковинка (Синевирська Поляна)
Бу́ковинка — хутір в Україні, адміністративно входить у склад села Синевирська Поляна Синевирської громади Хустського району Закарпатської області.
Хутір знаходиться за 7 км на схід від північного краю села Синевирська Поляна та за 2 км на південь від села Свобода на одноіменній горі, заввишки 1112 м.
Станом на 2020 рік, наявно 23 дворогосподарства. Люди проживають у 12 хатах. Постійного населення зо 30 осіб.
Місцеві називають присілок Буковинку найвисокогірнішим населеним пунктом України. Він справді є найвище розташованим поселенням Закарпаття, але адміністративно не являється окремим населеним пунктом.
Хутір відрізаний від світу: проїхати можна лише влітку кіньми, люди ходять стежкою до найближчого села. Про існування присілку знають лише жителі найближчих сіл.
У продовольчих магазинах, що за 5 кілометрів від осель селян, місцеві купують тільки основні продукти, такі як борошно, крупи та інше. По інші товари їдуть на конях, аби запастися усім необхідним щонайменше на місяць. Решту харчів вирощують, збирають та виготовляють самі – от як хліб та сир. У кожній хаті тут по декілька корів, також розводять свійських птахів та овець.
Основний вид транспорту тут - бричка, на цілий присілок – жодного авто. Кінними упряжками доправляють хворих вдолину, взимку розчищають дорогу від снігу, кіньми спускають померлих аби поховати на кладовищі.
Основний вид заробітку місцевих – продаж грибів та ягід. Торгувати спускаються до головної місцевої родзинки – озера Синевир.
До церкви та діти до початкової школи ходять у село Свобода.
Електрика тут з’явилася наприкінці 70-х, газу немає, а мобільний зв’язок й досі «ловить» не всюди.

## Варто знати
Хоча в Інтернеті багато інформації про те, що Буковинка є найвисокогірнішим населеним пунктом, проте:
1. Буковинка не є адміністративно окремим населеним пунктом, а являється присілком іншого села
2. Вище 1000 м. над рівнем моря розташовані, до прикладу, такі села та хутори, які адміністративно не є присілками інших населених пунктів: Стовпні, Сарата та Випчина. Але них уже майже не проживають люди. 
Це, не враховуючи поодинокі колиби в горах для туристів та вівчарів.
3. Буковинка справді є найвисокогірнішим поселенням (присілком, хутором) Закарпаття. 
До речі, найвисокогірніші села  Закарпатської області знаходяться поруч - Свобода та Береги, середня висота яких 960 та 1085 метрів над рівнем моря відповідно.